# Gabriela Montero
Pour les articles homonymes, voir Montero (homonymie).
Gabriela Montero est une pianiste classique et compositrice vénézuélienne, née à Caracas le 10 mai 1970. Elle est notamment connue pour la qualité de ses improvisations sur des thèmes musicaux complexes. Elle a obtenu en 2015 le Latin Grammy Award du meilleur album de musique classique pour Rachmaninov: Piano Concerto - Montero: Ex Patria.

## Biographie
D'après ses dires, dès l'âge de sept mois, sa grand-mère lui offre un petit piano à deux octaves, où elle commence à reproduire d'oreille les berceuses qu'on lui chantait pour s'endormir. A trois ans elle donne un premier concert familial et à huit elle joue un concerto en public. Le gouvernement vénézuélien lui offre une bourse d'études musicales à l'étranger et elle part étudier à Miami, mais ne s'entend pas avec ses professeurs et manque d'abandonner le piano.
Formée ensuite auprès notamment de Hamish Milne à l'Académie royale de musique de Londres, elle a été lauréate de plusieurs compétitions importantes dont un troisième prix au Concours international de piano Frédéric-Chopin, à Varsovie, en 1995,,.
Elle a enregistré plusieurs disques pour le label EMI Classics. Elle jouit d'une certaine renommée pour son talent d'improvisation,.
Elle s'engage parfois politiquement, et critique les politiques de Hugo Chavez et Nicolas Maduro ayant mené selon elle au naufrage de son pays.
En 2015, la pianiste vénézuélienne obtient le Latin Grammy Award du meilleur album de musique classique pour Rachmaninov: Piano Concerto - Montero: Ex Patria,.
En 2019, elle enregistre son premier concerto pour piano, le Latin concerto, conçu comme un hommage aux cultures diverses et complexes de l'amérique latine.

## Compositions
- Op. 1, "Ex Patria", for piano and orchestra
- Piano Concerto No. 1, "Latin Concerto"

## Discographie
- Recital : Rachmaninov, Scriabine, Falla, Ginastera, Chopin, Liszt (15-19 septembre 2004, EMI) (OCLC 815765810)
- Bach et au-delà (21-24 octobre 2005, EMI) (OCLC 876856881)
- Baroque : Sanz, Vivaldi, Albinoni, Pachelbel, Bach, Haendel, Improvisation sur D. Scarlatti (juin/juillet 2007, EMI) (OCLC 238563073)
- Rhapsody : Rachmaninov, Prokofiev, sonates pour violoncelle - avec Gautier Capuçon (2008, Virgin Classics)
- Solatino : Ernesto Lecuona, Teresa Carreño, Ernesto Nazareth, Alberto Ginastera, Moisés Moleiro et Gabriela Montero (5-7 février 2010, EMI)
- Rachmaninov, Concerto pour piano 2, op. 18 - Montero, Ex Patria  (2015)
- Gabriela Montero, Concerto pour piano no 1 ; Ravel, Concerto en sol - The Orchestra of the Americas, dir. Carlos Miguel Prieto (juillet 2019, Orchid Classics ORC100104)

### Bases de données et dictionnaires
- Site officiel
- Ressources relatives à la musique :   - Carnegie Hall
  - Discogs
  - MusicBrainz
  - Muziekweb
  - Songkick
- Ressource relative à l'audiovisuel :   - IMDb
- Notices dans des dictionnaires ou encyclopédies généralistes :   - Britannica
  - Brockhaus
  - Munzinger
- Notices d'autorité :   - VIAF
  - ISNI
  - BnF (données)
  - IdRef
  - LCCN
  - GND
  - CiNii
  - Pologne
  - Israël
  - NUKAT
  - Tchéquie
  - WorldCat